# Зенфтенбах
Зенфтенбах (нем. Senftenbach) — община (нем. Gemeinde) в Австрии, в федеральной земле Верхняя Австрия. 
Входит в состав округа Рид-им-Иннкрайс.  Население составляет 744 человека (на 31 декабря 2005 года). Занимает площадь 10 км². Официальный код  —  41230.

## Политическая ситуация
Бургомистр общины — Георг Шраттенеккер (АНП) по результатам выборов 2003 года.
Совет представителей общины (нем. Gemeinderat) состоит из 13 мест.
- АНП занимает 8 мест.
- СДПА занимает 3 места.
- АПС занимает 2 места.